# Lennard Sowah
Lennard Sowah (Hamburgo, 23  de agosto de 1992) es un futbolista alemán que juega en la posición de defensa central y actualmente se encuentra sin equipo tras acabar contrato con el Hamilton Academical de Escocia.

## Trayectoria
Sowah llegó a Inglaterra en 2008 de la mano del Arsenal. Tras no contar con minutos en sus categorías inferiores, acabó recalando en el Portsmouth donde jugó hasta 2010. 
Debutó con el Pompey en abril de 2010 ante el Aston Villa siendo el primer jugador que debutaba habiendo nacido posteriormente a la creación de la nueva Premier League en 1992.
En julio de 2010 se hizo oficial su regreso al Hamburgo S.V., pero tras no contar con minutos fue cedido al conjunto inglés del Millwall F.C. en 2012. 
En junio de 2014 firmó con el FC Vestsjælland por dos años. Su siguiente etapa le llevó a Escocia donde jugó primero en el Hamilton Academical (2016) y posteriormente en el Heart of Midlothian (2017). En junio de 2017 fichó por el KS Cracovia de Polonia hasta 2018. En 2018 regresó al Hamilton Academical firmando un contrato hasta 2019.

## Clubes
| Club                   | País       | Año         |
| ---------------------- | ---------- | ----------- |
| Portsmouth             | Inglaterra | 2009 - 2010 |
| Hamburgo S.V.          | Alemania   | 2010 - 2013 |
| Millwall F.C. (cedido) | Inglaterra | 2012        |
| FC Vestsjælland        | Dinamarca  | 2014 - 2015 |
| Hamburgo S.V. II       | Alemania   | 2015 - 2016 |
| Hamilton Academical    | Escocia    | 2016        |
| Hearts of Midlothian   | Escocia    | 2017        |
| KS Cracovia            | Polonia    | 2017 - 2018 |
| Hamilton Academical    | Escocia    | 2018 - 2019 |